# Église Saint-Exupère de Saint-Exupéry
L'église de Saint-Exupéry est une église catholique située à Saint-Exupéry, en France.

## Localisation
L'église est située dans le département français de la Gironde, sur la commune de Saint-Exupéry, dans l'ouest du bourg et à quelque 400 mètres au sud de la mairie et de la route départementale D131 (Saint-Félix-de-Foncaude - Camiran).

## Historique
Dédié à saint Exupère, évêque de Toulouse (fin IIIe siècle début IVe), l'édifice construit à l'origine vers le XIe ou XIIe siècle a été souvent modifiée par la suite et en particulier au XVIe siècle avec la reconstruction de la façade occidentale agrémentée d'une tourelle d'escalier, l'aménagement d'un porche dont il ne subsiste que les piliers et le percement d'une baie axiale dans le chevet ; l'ensemble de l'édifice est inscrit au titre des monuments historiques par arrêté du 10 décembre 2007.

## Galerie

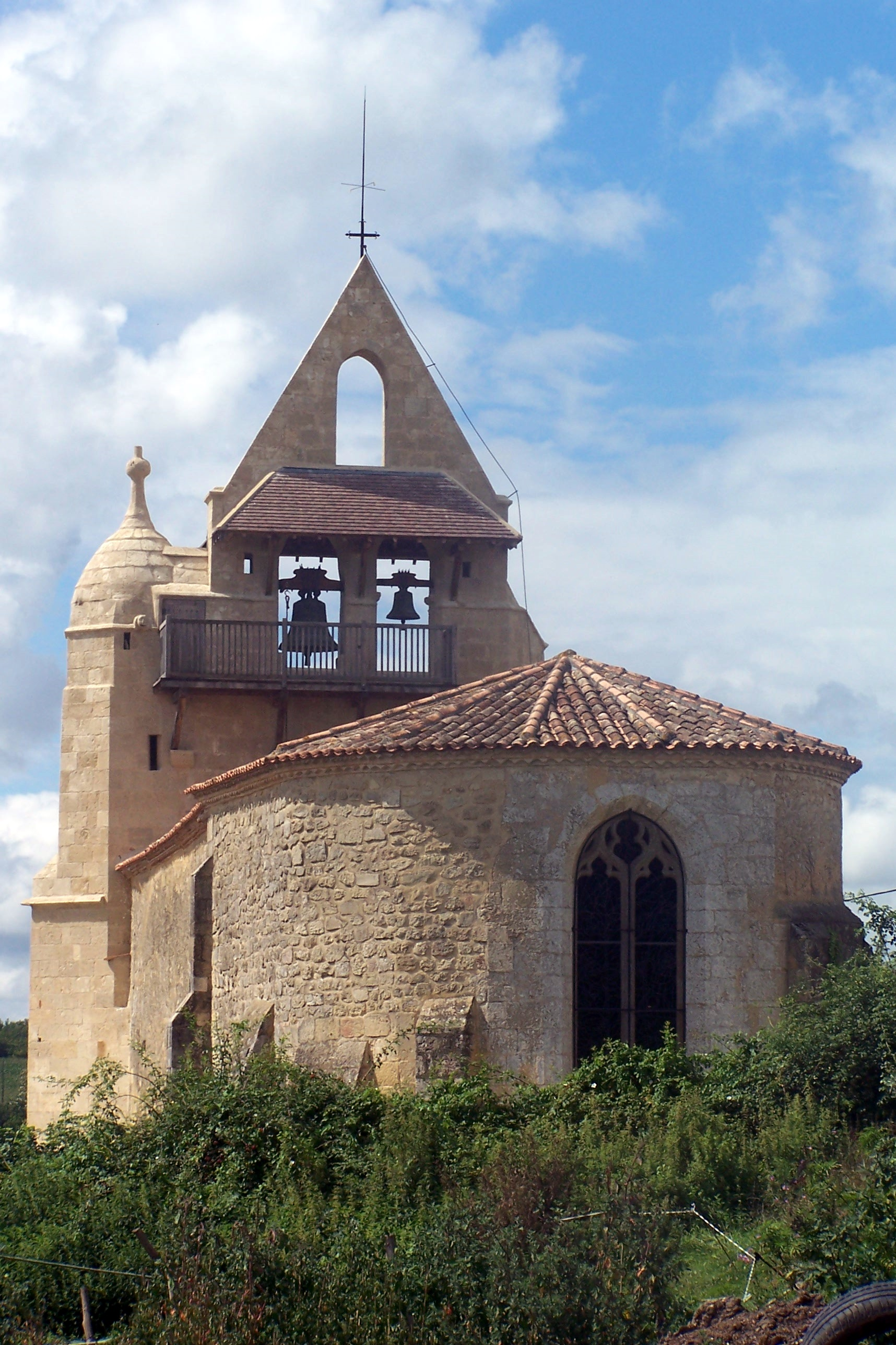
Côté est de l'église et chevet (août 2011)
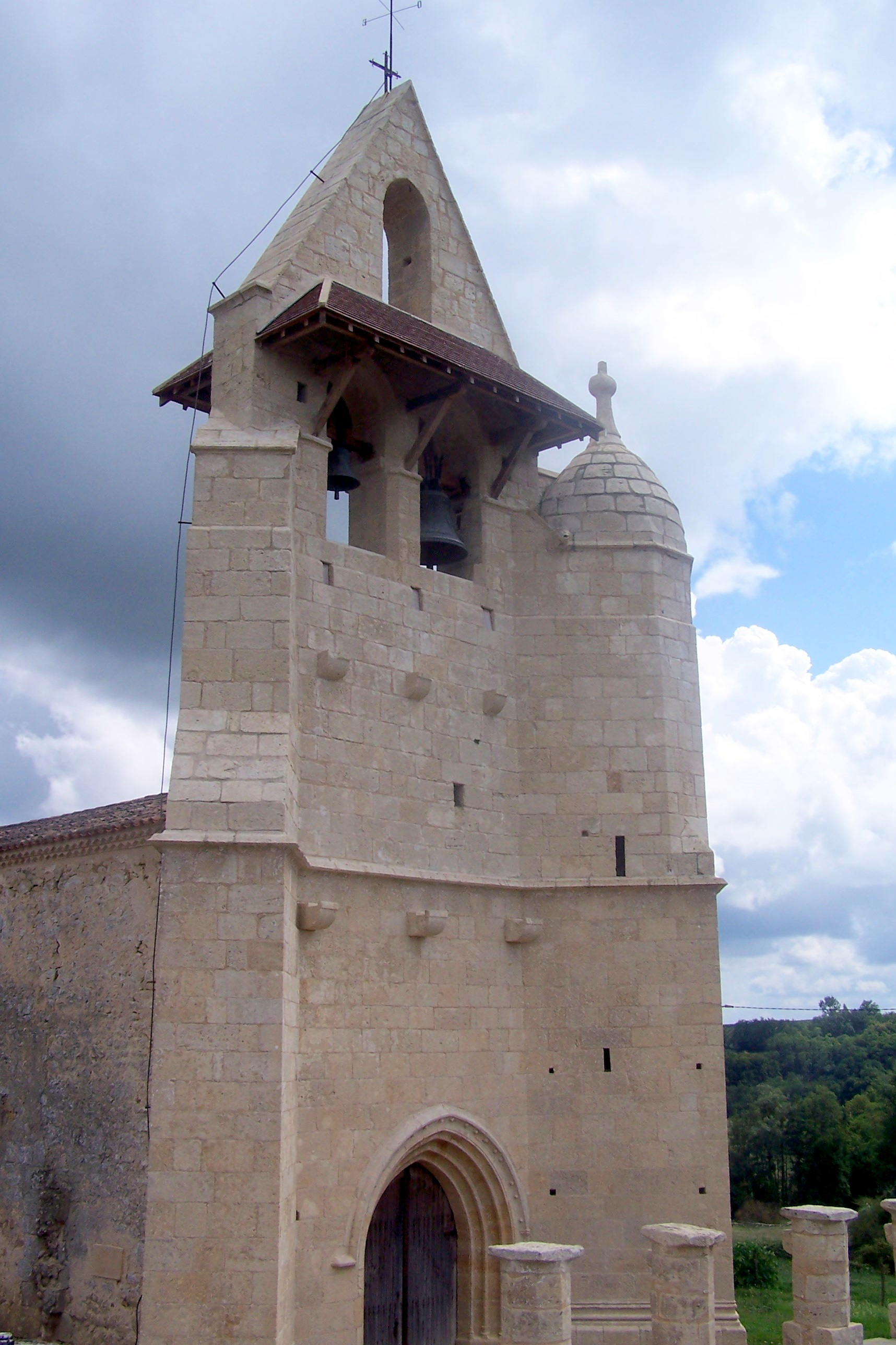
Le clocher-pignon à trois baies (août 2011)
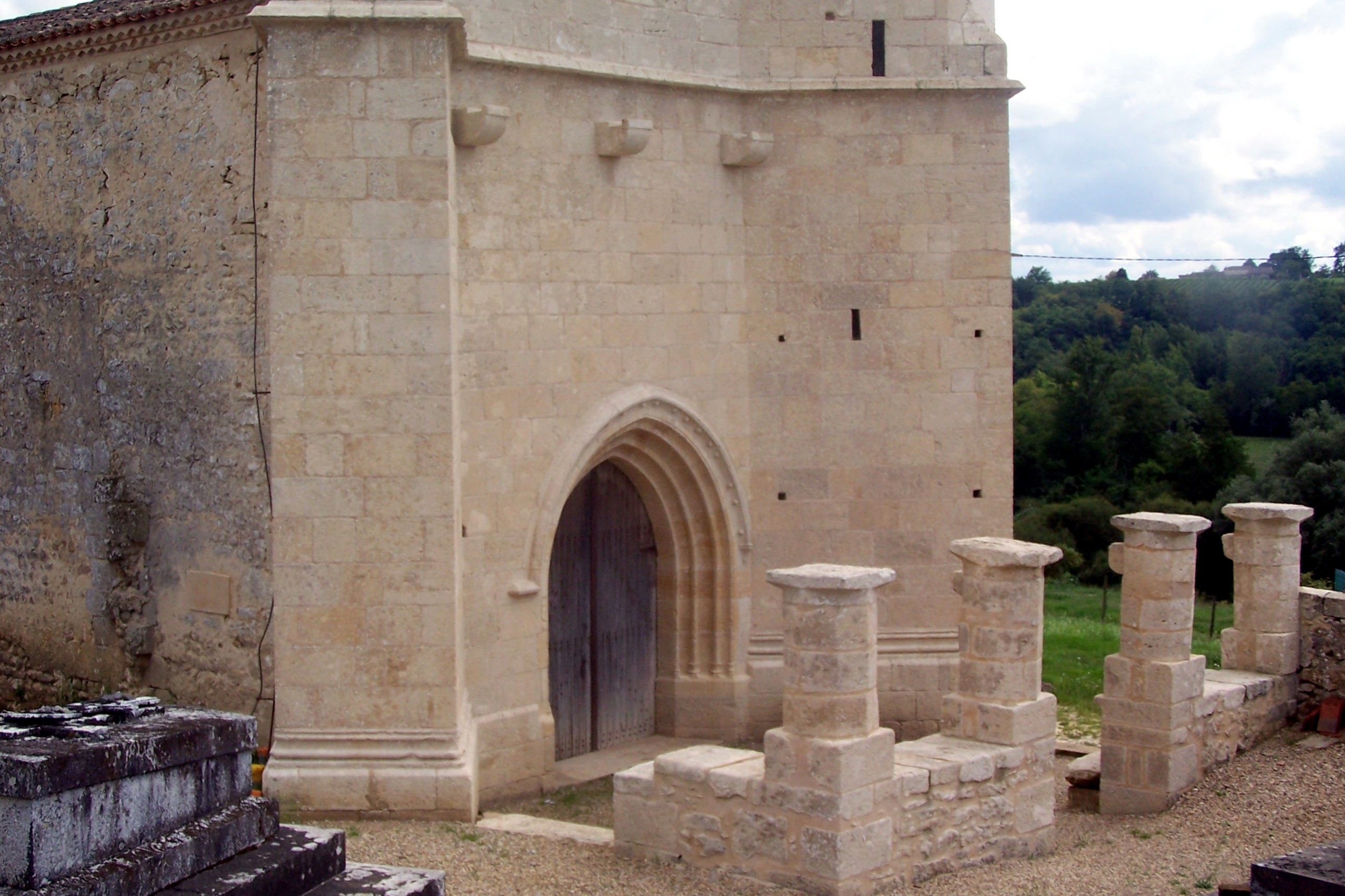
Le portail et les piliers, vestiges du porche (août 2011)